# عضلة طويلة مادة لإبهام اليد
في علم التشريح البشري، العضلة الطويلة الباسطة (Extensor pollicis longus muscle، واختصارًا: EPL) هي عضلة هيكلية تقع خلف الساعد. تعد أكبر بكثير من العضلة الباسطة القصيرة، والتي يغطي أصلها جزئيًا ويعمل على مد الإبهام مع هذه العضلة.

## البنية
تنشأ العضلة الباسطة الطويلة من السطح الظهري للزند ومن الغشاء بين العظام، بجوار أصول العضلة الطويلة المبعثرة والباسطة القصيرة.
يمر عبر حجرة الوتر الثالثة، مستلقية في أخدود مائل ضيق على الجزء الخلفي من الطرف السفلي من الكعبرة، يعبر الرسغ بالقرب من خط الوسط الظهري قبل أن يتجه نحو الإبهام باستخدام حديبة ليستر على الطرف البعيد من الكعبرة على شكل بكرة.
يعبر بشكل غير مباشر أوتار العضلة الباسطة الشعاعية الطويلة والقصيرة، ويفصلها عن الباسطة القصيرة بفاصل مثلثي، الحيز المثلثي التشريحي الذي يوجد فيه الشريان الكعبري.
في البنى القريبة، ينضم الوتر من خلال تمددات من الياف العضلة المقربة.
يدخل الوتر أخيرًا على قاعدة البنى المبعدة للإبهام.
بطول 6.7 إلى 9.7 سم (2.6 إلى 3.8 بوصة)، يمر الوتر عبر غمد زليلي طويل وسطحي يمر بشكل غير مباشر من الحد الشعاعي للساعد إلى الإبهام، ويمتد من الحد القريب للقيد الباسطة إلى الأول المفصل الرسغي. في الغمد الزليلي، يربط الوتر الوسيط القريب والبعيد الوتر بأرضية الغمد.

### المجاورات
جنبا إلى جنب مع أوتار الباسطة والمقربة، يعبر الوتر الشريان الكعبري.

### التوعية
يوعى وتر الباسطة الطويلة بواسطة فروع من الشرايين المختلفة. قبل أن يدخل الوتر غمده الزليلي، تدخل الشرايين من الشريان العظمي الأمامي أو فروعه العضلية إلى الوتر. يوعي الغمد نفسه من قبل الفرع الخلفي لنفس الشريان. في منطقة المشط، ما وراء الغمد الزليلي، يوعى الوتر مباشرة من الشريان الكعبري. في الكتائب، يشكل الوتر صفاقًا ظهرانيًا يوفر من خلال فرع رقمي من أول شريان مشط ظهراني.

### التعصيب
تستقبل العضلة الطويلة الباسطة التعصيب من العصب الخلفي بين العظام (C7 و C8) وهو استمرار للفرع العميق للعصب الكعبري.

## الوظيفة
تمتد الباسطة الطويلة للكتلة الطرفية للإبهام. في حين أن الباسطة والمقربة، كلاهما متصلان بالوتر الباسط، يمكن أن يمد المفصل بين السلامي الإبهامي إلى الوضع المحايد، فقط الباسطة الطويلة الباسطة يمكنها تحقيق تمدد مفرط كامل في المفصل بين السلامات. هذا الامتداد الكامل في المفصل الدماغي غير ممكن، أو أكثر صعوبة إلى حد كبير، مع تمديد المفاصل الرسغية، والمشطية السنية بشكل متزامن. وبالمثل، فإن الانحناء عند المفصل السلامي بواسطة العضلة الطويلة المثنية ينخفض بشكل كبير في انثناء المعصم.
كما أنه يطبق قوة الباسطة في المفصل السنعي السلامي مع الباسطة ويمتد ويقترب في المفصل الرسغي المصغر للإبهام.

## الأهمية السريرية

### الإصابات
التهاب غمد الوتر، التهاب الغمد الزليلي، شائع نسبيًا في الحجرة الثالثة بعد الأنشطة المتكررة مثل العزف على الطبلة.